# Krantor
Krantor (latin Crantor) från Soloi i Kilikien var en antik grekisk filosof.
Han tillhörde den akademiska skolan, var lärjunge till Xenokrates och Polemon samt levde och verkade i Aten omkring 320 f.Kr.